# Engelbert von Tecklenburg
Engelbert von Tecklenburg († 1301) war Dompropst im Domkapitel Münster.

## Leben

### Herkunft und Familie
Engelbert von Tecklenburg wurde als Sohn des Grafen Otto III. von Tecklenburg (1253–1285) und Richarde von der Mark, Tochter des Grafen Engelbert I. geboren. Die Grafen von Tecklenburg entstammten ursprünglich dem alten Geschlecht der Gerulfinger, den ersten Grafen von Westfriesland und Holland. Er hatte vier Geschwister, darunter Otto, der letzte der Bentheimer Grafen in Tecklenburg (gestorben 1307). Sein Großvater war Graf Otto II.

### Werdegang und Wirken
Im Jahre 1294 wurde Engelbert Domherr in Osnabrück und zwei Jahre später – 1296 – zum Dompropst in Münster gewählt. In diesem Amt blieb er bis 1301. Sein Nachfolger war Wikbold von Lohn, der das Amt im Jahre 1307 angetreten hat.